# Муди (порода собак)
Муди (венг. mudi) — венгерская пастушья собака. Очень отважна и энергична, поэтому подходит для управления большими стадами. 
Также муди отличные охранники и собаки-компаньоны. Их используют для обнаружения наркотиков и в спасательных службах.
Муди подходят для содержания в доме.

## История породы
Муди — очень древняя порода. Её прототип сложился ещё в средние века, когда собаки, похожие на муди, пасли стада. Это был весьма устойчивый породный тип, официально открытый в XIX веке. После второй мировой войны порода практически исчезла, и её восстанавливали заново. 

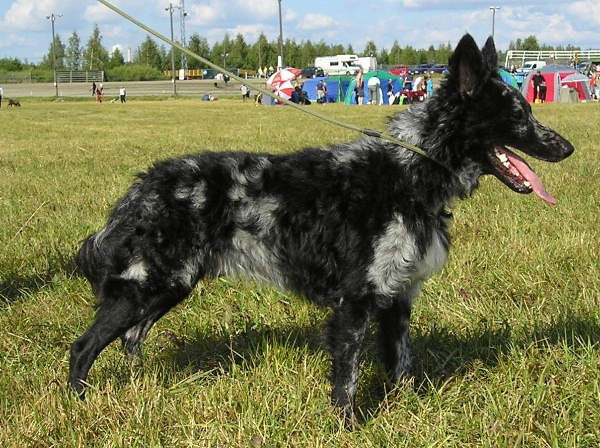
Муди окраса блю-мерль

## Внешний вид
Голова длинная и заострённая. Череп немного выпуклый. Морда прямая. Мочка носа заострённая. Глаза овальной формы, тёмно-карие. Уши стоячие, заострённые, в виде перевернутой буквы V.
Корпус квадратного формата. Грудь глубокая, опущена до локтей. Линия верха равномерно поднимается от основания хвоста до холки. Спина прямая, короткая. Круп короткий, скошенный. Задние конечности немного отставлены назад, за линию седалищного бугра. Лапы круглые, компактные. Когти крепкие, тёмно-серые. Наличие прибылых пальцев нежелательно. Стандарт допускает любую длину хвоста, так как при рождении она сильно варьирует. Предпочтительным представляется хвост нормальной длины.
На голове и передней части конечностей шерсть короткая, прямая и гладко прилегающая. На остальных частях туловища — длиннее (5—7 см), густая, волнистая и блестящая. Окрас чёрный, белый, жёлтый (фако), мерл (мраморный), коричневый, пепельный. При любом окрасе — тёмная обводка глаз, губ, тёмный нос. У собак со светлым окрасом допускается явление winter nose. Допускается белое пятнышко на груди не более 5 см в диаметре, но оно нежелательно.
Высота в холке кобелей — 41—47 см (в идеале 43—45 см), сук — 38—44 см (в идеале 40—42 см). Вес кобелей — 11—13 кг, сук — 8—11 кг.

## Содержание и уход
У этой небольшой выносливой и крепкой собаки неиссякаемый запас энергии. У муди достаточно сложный характер, они не очень хорошо поддаются дрессировке и в качестве первой собаки не подойдут. 
Шерсть муди практически не требует ухода. Она не колтунится, не требует частого мытья и расчесывания. В содержании собака простая. Муди нельзя заводить в роли диванной собачки — ему нужно двигаться, и много. В городе идеальным занятием для муди является флайбол, фризби, аджилити, обидиенс.
Муди используется как гуртовая, охотничья собака (на крупную дичь), сторожевая собака, собака-компаньон.